# Реставрация (футбольный клуб)
«Реставрация» — российский любительский футбольный клуб из города Красноярска. Основан в 2011 году.
Бронзовый призёр чемпионата России среди любителей. Был лидером сибирского футбола в 2014—2015 годах.

## История
«Реставрация» была основана президентом одноименной строительной компании Николаем Коваленко в 2011 году на базе команды «Здоровый мир». Домашние игры новообразованный коллектив проводил на стадионе, названном в честь предшественника — «Здоровый мир». В среде футбольных болельщиков Красноярска «Реставрация» получила прозвище «пенсионеры», поскольку основу команды составляли экс-игроки «Енисея» («Металлурга»), которым было за 30 лет.
В первый же год существования клуб выиграл Кубок Сибири среди любителей и получил право сыграть в Кубке России 2012/2013 годов, однако дебют получился неудачным — в 1/256 финала красноярцы уступили братскому «Сибиряку» (0:4). Тем не менее команда развивалась и в 2013 году заявилась в зону «Сибирь» третьего дивизиона чемпионата России. Заняв в первом сезоне второе место, в последующих двух чемпионатах «Реставрация» никому не отдавала лидерство, не потерпев ни одного поражения.
Победив в Кубке Сибири 2014 года, команда получила право сыграть в Кубке России 2015/2016. Однако в 1/128 финала красноярцы проиграли «Новокузнецку» (1:2). Последний матч на сибирском уровне «Реставрация» проиграла — в финале Кубка Сибири 2015 года она уступила «Распадской» (2:3).
За всю историю «Реставрация» ни разу не меняла тренера — с момента её основания и до ликвидации команду возглавлял красноярский специалист Александр Кишиневский.

## Ликвидация
В январе 2016 года стало известно, что «Реставрация» будет ликвидирована. Причиной роспуска команды, по некоторым данным, стали финансовые проблемы. Позже стало известно, что Николай Коваленко договорился о спонсорстве муниципального «Рассвета», к которому добавилась приставка «Реставрация». Сотрудничество продолжалось до 2018 года, после чего Коваленко окончательно ушёл из футбола.

## Достижения
Первенство России среди команд III дивизиона
- Бронзовый призер: 2015

Первенство России среди команд III дивизиона в зоне «Сибирь»
- Чемпион: 2014, 2015
- Серебряный призер: 2013

Первенство России среди команд IV дивизиона в зоне «Сибирь»
- Чемпион: 2012—2013

Кубок России среди ЛФК
- Обладатель: 2014

Кубок Сибири среди ЛФК
- Обладатель: 2011, 2014
- Финалист: 2015

Чемпионат Красноярского края
- Чемпион: 2012
- Серебряный призер: 2011, 2013

Кубок Красноярского края
- Обладатель: 2012, 2013, 2014, 2015
- Финалист: 2011